# Gildbro
Gildbro er en stedbetegnelse på Nordals. Det er stedet, hvor landevejen mellem Sønderborg og Nordborg krydser Gilbækken – hvilket er ud for Danfoss' administrationsbygning.
Gildbro består af nogle få huse og et tidligere mejeri. Stedet er på alle sider omkranset af Danfoss.

## Gildbro mejeri
Gildbro mejeri blev bygget i 1937 og erstattede de gamle mejerier i Havnbjerg, Svenstrup og Stevning. Mejeriet havde 187 andelshavere, og aftog mælk fra ca. 1.900 køer.
Det var en af de første mejerifusioner i landet, og allerede efter det første år kunne man udregne, at den havde givet andelshaverne større afregninger. De første regnskabsår, som kun var på knap 10 måneder, viste en bruttomsætning på godt 700.000 kr, og ekstrabetalingen til landmændene var på 12.000 kr.
I 1966 blev alle mejerierne på Als lagt sammen i Sønderborg Omegns Mejeriselskab, og Holm-Egen og Broballe mejerier blev nedlagt. Mælken herfra blev i stedet bragt til Gildbro mejeri.
I 1978 lukkede også Gildbro mejeri. I en periode herefter var der en ostebutik i noget af mejeriet, mens der blev bank i resten.